# Sergio Fachelli
Sergio Jesús Fachelli Trías (Montevideo, Uruguay; 28 de marzo de 1952) es un cantautor uruguayo nacionalizado mexicano, intérprete de balada romántica.

## Trayectoria artística
Nació en Montevideo, Uruguay, a los seis años inició sus estudios de música en el Conservatorio Franz Liszt, a los once años se gradúa en solfeo y acordeón a piano y a los dieciséis años forma parte de lo que sería su primer grupo de rock. “Trigo Verde” que ya era considerada entre las mejores bandas de rock en Montevideo, deciden buscar nuevos horizontes posibles para la música, pues en Uruguay por su situación política se hacía difícil continuar con el proyecto, por lo que deciden viajar por Sudamérica realizando conciertos en Argentina, Chile, Perú y Ecuador.
Fachelli toca el bajo, también la guitarra y el piano que son los instrumentos que utiliza para componer. La banda “Trigo Verde” gana el derecho de una grabación discográfica en el Festival del Pacífico y esto les da la oportunidad de realizar su primer Long Play en Quito, Ecuador. “César y Sergio”, sobrevivientes de Trigo Verde graban su primer disco larga duración como dúo. El cantante deja posteriormente Ecuador para formar parte del grupo Los Tíos Queridos de Argentina. Después de una gira internacional se separa de la banda y llega a España para continuar su camino como solista. En Madrid es contratado para trabajar como músico en el grupo Trigo Limpio, también trabaja con Ángela Carrasco y posteriormente con Camilo Sesto. Es con Camilo Blanes con quien comienza a proyectarse como compositor e inicia esta faceta con una canción en mancuerna llamada “Soñé”. Pero dicha faceta se vuelve exitosa cuando de su propia autoría surge la canción “Aléjate” que interpreta José José. Durante ese tiempo migró a México donde posteriormente obtuvo la nacionalidad mexicana.
Graba su primer disco como solista con la dirección de Antonio Morales "Júnior" en los Estudios Abbey Road, en Londres, Inglaterra, de donde surgen sus primeros éxitos como cantautor en las canciones: “Respirar mi libertad”, “Contigo” y “No te quiero perder”, posicionándolo en mercado latinoamericano. En mancuerna con Rafael Pérez Botija graba un Segundo disco donde logran éxitos como: “ El único que te entiende”, “Quiéreme tal como soy” y “Fuego”, por las cuales recibe en España tres discos de oro, y premio revelación como cantante, asimismo estos temas le producen una proyección internacional al convertirse en éxitos en Chile, Perú, Ecuador, Colombia, Centroamérica, como el impacto que logra por sus ventas en los mercados de México y EE. UU. Dentro de esta producción iban incluidos dos temas que realiza bajo la dirección de Juan Carlos Calderón, «Tu nombre» y «Esa niña».
Después de lograr colocar éxitos en voces de otros artistas como en sus propios discos, trabaja junto a varios artistas como coautor, y colaboración especial como productor en diferentes proyectos. De esta unión sale el disco para Ángela Carrasco que destaca el éxito «Libérate, libérame», También escriben para Lani Hall donde se destaca «Corazón encadenado» que cantan a dueto “Lani Hall y Camilo Sesto”, y «Hay amores y amores». 
Juan Carlos Calderón, Toquinho y Sergio Fachelli son de los primeros latinos que consiguen la exclusividad como autores en la compañía A&M de Herb Alpert en los EE. UU. En esta etapa escribe junto a Albert Hammond los éxitos «Un amor así» que cantan Lani Hall y José Feliciano y «En un bolsillo de mi corazón» que interpreta Albert Hammond, también de esta mancuerna surgirían canciones para otros cantantes, como también temas que serían éxitos en la voz del mismo Sergio Fachelli.
Es con la empresa Melody de Televisa con quien consigue reafirmar su carrera como cantante en México y Latinoamérica, y donde también consigue destacar en su labor como productor y compositor gracias a la confianza y las oportunidades que le brinda la Empresa para la realización de diferentes proyectos de impacto mediático. Como cantante y ya radicado en México coloca los éxitos: «Hay amores y amores» «Volveré» y «O todo o nada» los cuales alcanzan el primer lugar de la lista de popularidad de la revista Billboard en los EE. UU. y los principales Charts de todo Centro y Sudamérica. Esto le hace acreedor de cuatro discos de oro y dos de platino. El fenómeno se sigue repitiendo en los siguientes dos discos con los éxitos: “Corazón Cautivo”, “Para que están los amigos”, “Besos en la obscuridad”, “Tu eres”, «Viva el amor» e «Himno a la alegría».
Es parte del elenco formado por Melody y Emi Capitol para la realización del disco de Navidad donde interviene en los temas «Rin, rin» y «Esta Navidad». Fachelli es uno de los elegidos para integrar el grupo de artistas Latinos más importantes a nivel internacional, con quienes realizaría el proyecto «Cantaré, cantarás» destinado a la ayuda de los niños en Sudamérica. Compone con Anahí la canción: “México estamos contigo”, canción que unificaría desde Los Ángeles el Telemaratón Iberoamericano en pro de los damnificados del terremoto de 1985 en la Ciudad de México.
Las experiencias que el cantante ha tenido como actor son: My Fair Lady, que fue realizada en teatro junto a Ángela Carrasco en España: un capítulo de la serie “Tres generaciones” al lado de Sasha, Angélica María y Carmen Montejo en México; sketch cómico en el programa “Anabel”. Tiene dos programa especial dentro de la serie “Mala noche no” que dirige Verónica Castro. Entre sus trabajos como productor figuran temas para la telenovela “Pobre juventud” (cantada y compuesta por él mismo) y «Ave Fénix». Es director de los discos para Jaime Santini (nuevo valor Bacardi), y tres discos para Laura Flores, donde se destacan los éxitos: «Rejas», «Ya no volveré», «Lo que me tiene aquí» (cantada a dueto con Sergio y convirtiéndose en éxito internacional) también los temas «Para vivir feliz» y «Desamor». Como compositor y productor la canción de presentación para el programa musical Siempre en domingo que es cantado por todos los artistas de Melody dentro de los cuales destacan: “Victorino, Laureano Brizuela, Marco Antonio Solís, Beatriz Adriana, Timbiriche, Laura León, Laura Flores y el propio Sergio Fachelli”. Otros artistas que han grabado temas de Sergio son: Álvaro Torres, José Luis Rodríguez “El Puma”, Lucía Méndez, El grupo Forajido, Los Lira, Rosita y Casa Blanca, Edith Márquez, Lidia Cavazos, Los Hijos de Sánchez.
Posteriormente realiza los discos Ave Fénix y Cuando el Río Suena en Warner Music México. Última etapa donde Sergio toma la decisión de dejar el canto y dedicarse de lleno a su estudio de grabación en la Ciudad de México. Después de 15 años de retiro, Luis Ángel le invita a realizar unas presentaciones en Colombia, y es gracias a esta invitación de Luis y al cariño del público colombiano, que Sergio vuelve a probar las mieles del escenario y toma la decisión de regresar nuevamente al canto.
En su etapa en España como solista y bajo la protección de Camilo Sesto, quien escribió sus primeras canciones y produjo sus discos, con éxitos como «Quiéreme tal como soy», «El único que te entiende», “«Respirar mi libertad», “«No te quiero perder»”, «Contigo» y «Eres todo para mí» es con la empresa Melody de Televisa con quien consigue reafirmar su carrera como cantante en México y Latinoamérica. Ya radicado en México coloca los éxitos: Hay amores... y amores, “Volveré” y “O todo o nada” los cuales alcanzan el primer lugar de la lista de popularidad de la revista Billboard en los EE. UU. y los principales Charts de México, así como en todo Centro y Sudamérica; esto lo hace acreedor de ocho discos de oro y cuatro de platino. El fenómeno se sigue repitiendo en los siguientes dos discos con los éxitos: «Corazón cautivo», «Para qué están los amigos», «Besos en la obscuridad», «Tú eres», «Viva el amor» e «Himno a la alegría». Fachelli une su voz a la de Laura Flores y juntos logran el éxito con la canción «Lo que me tiene aquí».

## Discografía
- 1979: Entre tu y yo
- 1981: Fuego
- 1982: Contigo
- 1984: Hay amores... y amores
- 1986: Viva el amor
- 1987: Un personaje... especial
- 1989: Sigo en Pie